# 武吉加里爾體育學校
武吉加里爾體育學校（簡稱），是馬來西亞的國家體育學校，位於馬來西亞吉隆坡城郊武吉加里爾的武吉加里爾國家體育場，創辦於1996年。
武吉加里爾體育學校每年會在全國性學生體育競賽中，挑選出色的運動員進行測試，通過測者才能入學就讀，餘者則可能進入各州體育學校。該校負責為馬來西亞培育青少年運動員，學生在畢業後即會送至國家隊訓練。